# Fred (Fußballspieler, 1983)
Fred (ˈfrɛd(ʒ)i), bürgerlich Frederico Chaves Guedes (* 3. Oktober 1983 in Teófilo Otoni), ist ein ehemaliger brasilianischer Fußballspieler. Der 1,85 Meter große Mittelstürmer begann seine Spielerlaufbahn bei América Mineiro und Cruzeiro Belo Horizonte. Von 2005 bis 2009 gewann er mit Olympique Lyon drei französische Meisterschaften und einmal den Pokal. Nach seiner Rückkehr nach Brasilien wurde er mit Fluminense Rio de Janeiro zweimal brasilianischer Meister. Mit der brasilianischen Nationalmannschaft nahm er an den Weltmeisterschaften 2006 und 2014 sowie 2007 und 2011 an der Copa América teil.

## Karriere

### Anfänge bei América Mineiro und Cruzeiro in Belo Horizonte
Fred begann seine Karriere 2002 beim América Mineiro in Belo Horizonte. Dort erzielte er im Jugendturnier Copa São Paulo de Juniores gegen Vila Nova FC das schnellste Tor der brasilianischen Fußballgeschichte, als er direkt nach Anpfiff von der Mittellinie schoss und so in 3,17 Sekunden traf. Dies wird oft auch als Weltrekord angesehen. Ab 2003 trat er für die Kampfmannschaft vom América an, mit der er noch im selben Jahr Dritter bei der Staatsmeisterschaft von Minas Gerais wurde. Er wurde dabei mit zehn Treffern zweiter der Torschützenliste. In der nationalen Meisterschaft wurde er mit América 22. der aus 24 Vereinen bestehenden zweiten Liga. Im darauffolgenden Jahr schied er mit América bei der Staatsmeisterschaft im Halbfinale gegen den Meister des Jahres Cruzeiro Belo Horizonte, aus.
August 2004 wechselte er zu Cruzeiro. Da aber ein Vorvertrag mit Feyenoord Rotterdam bestand, erhielt der niederländische Verein im Austausch von Cruzeiro den Spieler Gérson Magrão und behielt 10 % der Transferrechte an Fred. Fred wurde 2004 mit Cruzeiro 13. in der ersten Liga der nationalen Meisterschaft und war mit 14 Treffern bei 24 Einsätzen bester Torschütze des Vereins. Im folgenden Jahr drang er mit Cruzeiro in die Finalspiele der Staatsmeisterschaft vor. Nach einem 1:1 im Hinspiel unterlag Cruzeiro dort dem Ipatinga FC mit 1:2 im Rückspiel. Fred erzielte in dieser Partie die beiden Treffer für seine Mannschaft und wurde mit insgesamt 14 Treffern Torschützenkönig des Wettbewerbes. Bis August spielte er auch in der Hinrunde der nationalen Meisterschaft und erzielte zehn Tore für Cruzeiro, das am Saisonschluss den 8. Platz belegte. Im Pokalwettbewerb scheiterte Cruzeiro im Halbfinale am nachfolgenden Turniersieger, dem Zweitligisten Paulista FC aus Jundiaí (SP), mit 1:3 und 3:2. Fred erzielte in diesen Begegnungen drei Tore, wurde mit insgesamt 15 Toren in neun Partien Torschützenkönig des Wettbewerbes und setzte dabei eine neue Bestmarke.

### Olympique Lyon und Weltmeisterschaft 2006
Am 27. April 2005 bestritt Fred sein erstes Spiel für die brasilianische Fußballnationalmannschaft gegen Guatemala. Beim 3:0-Sieg im Estádio do Pacaembu von São Paulo kam er in der zweiten Halbzeit für Robinho auf den Platz.
Mitte 2005 wechselte er für 15 Millionen Euro, zu Olympique Lyon. Um die Aufteilung der Ablösesumme musste der Internationale Sportgerichtshof entscheiden. Dabei wurde unter Feyenoord aufgrund der bestehenden Vereinbarungen aus dem Jahr 2004 10 % und Fred selbst 20 % zugestanden.  Mit Olympique Lyon wurde er 2006, 2007 und 2008 französischer Meister. In letzterem Jahr gewann er mit Lyon durch einen 1:0-Finalsieg nach Verlängerung gegen Paris Saint-Germain den Pokal. In seiner Zeit in Frankreich hatte Fred mit Verletzungen zu kämpfen und verlor dadurch zuletzt seinen Stammplatz an Milan Baroš und Karim Benzema. Im Dezember 2008 bat er daher um Freigabe. Nachdem er am 10. Januar 2009 sein letztes Spiel für Lyon bestritt, wurde er Ende Februar von seinem Vertrag entbunden.
2006 gehörte er zum Kader für die Fußball-Weltmeisterschaft 2006 in Deutschland, wo er im Vorrundenspiel am 18. Juni gegen Australien kurz nach seiner Einwechslung mit seinem ersten Länderspieltreffer zum 2:0-Endstand traf. Dies blieb sein einziges Spiel beim Turnier, in dem Brasilien im Viertelfinale ausschied. 2007 war er im Kader Brasiliens bei der Copa América in Venezuela. Brasilien gewann das Turnier, Fred kam aber zu keinem Einsatz.

### Fluminense Rio de Janeiro und Copa América 2011
Im März 2009 schloss sich Fred ablösefrei Fluminense Rio de Janeiro an. In seinem ersten Spiel beim Verein erzielte er im Staatsmeisterschaftspiel gegen Macaé Esporte FC zwei Treffer. Noch im selben Jahr erreichte er mit dem Verein aus Rio de Janeiro die Finalspiele der Copa Sudamericana. Nach einer 1:5-Niederlage im Hinspiel beim ecuadorianischen Verein LDU Quito steuerte der zum Spielführer aufgestiegene Fred zum 3:0-Sieg im Rückspiel im Maracanã den Treffer zum 2:0 bei. In der 76. Minute des Spiels wurde er nach einer Diskussion mit dem Schiedsrichter, bei der er diesen berührte, des Feldes verwiesen. In der brasilianischen Meisterschaft wurde Fluminense 16. und entging nur knapp dem Abstieg. Fred erzielte in dieser Saison 12 Tore.
2010 gewann er mit Fluminense die dritte Landesmeisterschaft der Vereinsgeschichte. 2011 wurde er bei der Staatsmeisterschaft von Rio de Janeiro, bei der Fluminense den zweiten Platz belegte, mit zehn Treffern Torschützenkönig.
Mitte 2011 nahm er mit Brasilien an der Copa América in Argentinien teil, wo er vier Spiele bestritt und einen Treffer erzielte. Bei der 0:2-Niederlage im Viertelfinale gegen Paraguay verschoss er den entscheidenden Elfmeter. Im September des Jahres gewann er mit Brasilien die als Superclássico das Américas neuaufgelegte Copa Roca, einen Wettbewerb zwischen Argentinien und Brasilien. Nachdem das Hinspiel 0:0 geendet hatte, kam Fred beim Stand von 1:0 für Brasilien im Rückspiel in Belém in der 73. Minute auf den Platz. Der Endstand war 2:0.
Bei der im zweiten Halbjahr ausgetragenen brasilianischen Meisterschaft belegte Fluminense nach dem Abgang von Trainer Muricy Ramalho und dem argentinischen Spielgestalter Darío Conca den dritten Platz. Fred wurde mit 22 Treffern zweiter der Torschützenliste, hinter Borges vom FC Santos, der ein Tor mehr erzielen konnte. 2011 wurde er neben Neymar zum besten Stürmer der brasilianischen Meisterschaft erkoren und dafür mit einem Bola de Prata ausgezeichnet. Bei der Prämierung des Prêmio Craque do Brasileirão wurde er in die Mannschaft der Saison aufgenommen.
2012 gewann er mit Fluzão, nunmehr unter Trainer Abel Braga, durch zwei Finalsiege gegen Botafogo FR die Staatsmeisterschaft von Rio de Janeiro. In der zweiten Jahreshälfte folgte die zweite brasilianische Landesmeisterschaft.

### Neue Klubs in Belo Horizonte
2016 verließ Fred Fluminense nach sieben Jahren in Richtung Belo Horizonte. Beim Ligarivalen Atlético Mineiro unterschrieb er einen Zweijahreskontrakt. Mit dem Klub konnte Fred 2017 die Staatsmeisterschaft von Minas Gerais gewinnen. Ende 2017 wurde sein vorzeitiger Wechsel zum Lokalrivalen Cruzeiro bekannt. Fred verließ Atlético trotz eines laufenden Vertrages. Der Dreijahres-Kontrakt mit Cruzeiro sah vor, dass Cruzeiro die zu erwartende Vertragsstrafe in Höhe von 10 Millionen Real übernimmt. Zur Sicherheit wurde eine Klausel in den Vertrag eingebunden, die Fred Rechte auf Cruzeiros Einnahmen aus den Erlösen der Fernsehrechte zuspricht, sollte Cruzeiro die Strafe nicht zahlen. Fred erhielt für den Wechsel von Cruzeiro ein Handgeld von 10 Millionen Real sowie ein Jahresgehalt von zwei Millionen Real. Im März 2018 musste sich Fred einer Knieoperation unterziehen. Er verpasste dadurch das Finale in der Staatsmeisterschaft sowie den Auftakt zur Meisterschaftsrunde. Erst zum 27. Spieltag der Série A 2018 kam Fred wieder zu einem Pflichtspieleinsatz. In der Partie gegen Palmeiras São Paulo wurde er in der 62. Minute für Raniel eingewechselt. Im Januar erlitt Fred in einem Trainingsspiel einen Nasenbeinbruch. Er musste operiert werden und verpasste dadurch den Start in die Staatsmeisterschaft 2019. In der Saison 2019 kam er wettbewerbsübergreifend zu 54 Einsätzen, in denen er 21 Tore erzielte. Seinen Klub konnte er aber nicht vor dem erstmaligen Abstieg in die Série B retten. Cruzeiro kam 2019 aufgrund von Misswirtschaft in massive finanzielle Schwierigkeiten und konnte u. a. über längere Zeit keine Gehälter zahlen.

### Zurück zu Fluminense
Ende Mai 2020 wurde Freds Rückkehr nach Rio de Janeiro zu Fluminense bekannt. Im Copa do Brasil 2022 traf sein Klub am 4. April 2022 auf den Vila Nova FC. Mit seinem Tor in der 88. Minute zum 3:2–Endstand, wurde Fred mit 37 Toren zum erfolgreichsten Torschützen in dem Wettbewerb überhaupt (Stand 2022). Vier Tage später gab Fred bekannt, dass er am 21. Juli des Jahres, dem 120-jährigen Jubiläum des Klubs, seine aktive Laufbahn beenden werde. Mit Fluminense wurde er 2022 nach 2012 zum zweiten Mal Sieger der Staatsmeisterschaft von Rio de Janeiro. Am 15. Spieltag der Série A 2022, am 2. Juli 2022, erzielte er gegen Corinthians São Paulo sein 199. und letztes Pflichtspieltor für Fluminense. Am 10. Juli 2022 bestritt er beim 2:1-Sieg gegen den Ceará SC sein letztes Spiel für Fluminense und beendete seine Karriere als Profifußballer.

### Nationalmannschaftskarriere 2013–2014

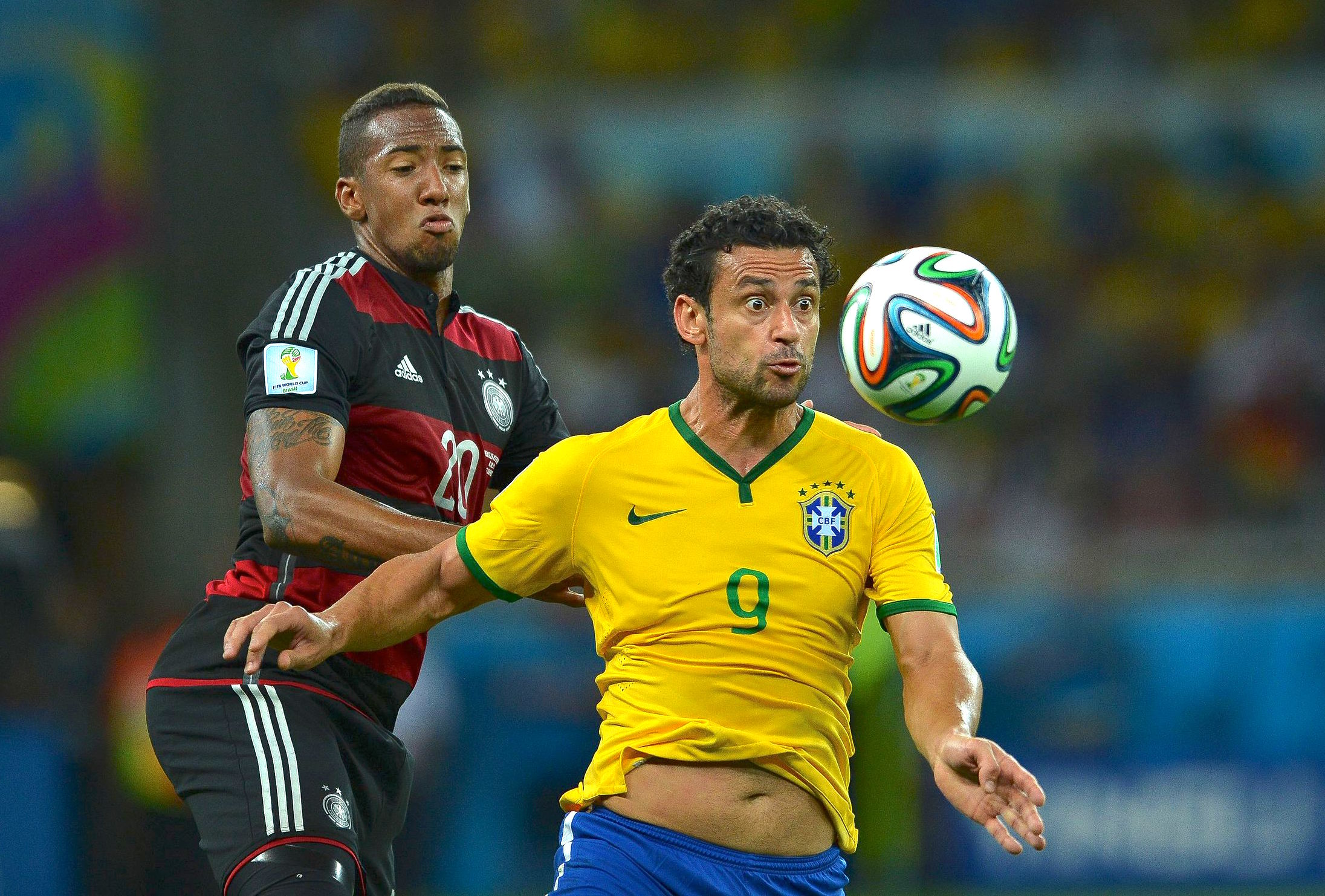
Fred (rechts, in einem Zweikampf mit Jérôme Boateng) bei der 1:7-Halbfinalniederlage Brasiliens gegen Deutschland bei der WM 2014

Sehr erfolgreich verlief der FIFA-Konföderationen-Pokal 2013 in Brasilien für Fred. Er traf fünfmal (einmal gegen Uruguay, je zweimal gegen Italien und Spanien) und war gemeinsam mit dem Spanier Fernando Torres erfolgreichster Schütze des Turniers (Torres, der in der Vorrunde einmal gegen Nigeria und viermal gegen Tahiti traf, gewann allerdings den Titel Torschützenkönig, weil er für seine Treffer weniger Spielminuten benötigte). Trainer Luiz Felipe Scolari vertraute Fred weiterhin und nahm ihn in den Kader für die Fußball-WM 2014 auf. Im Eröffnungsspiel der Weltmeisterschaft gegen Kroatien spielte er im Sturm und kam durch eine Schwalbe in die weltweiten Schlagzeilen: Er ließ sich in der 70. Spielminute beim Spielstand von 1:1 nach einer Berührung durch Verteidiger Dejan Lovren im Strafraum fallen und reklamierte dafür einen Elfmeter, den der WM-Gastgeber tatsächlich zugesprochen bekam. Neymar verwandelte den Elfmeter und Brasilien siegte schließlich mit 3:1 gegen die Kroaten. Im 3. Spiel gegen Kamerun gelang Fred sein einziger Treffer bei dieser WM. Als das Halbfinalspiel gegen Deutschland mit 1:7 verloren ging, pfiffen ihn die brasilianischen Zuschauer, bei denen er wegen seiner schwachen Torausbeute sowie seiner technischen Schwächen am Ball bereits die gesamte WM über unbeliebt war, in der zweiten Halbzeit bei jedem Ballkontakt aus und bedachten ihn zudem mit Schmährufen. Nach dem verlorenen Spiel um Platz drei gegen die Niederlande, bei dem er nicht berücksichtigt wurde, erklärte Fred seinen Rücktritt aus der Nationalelf. Er äußerte zudem seine Befürchtung, in Anlehnung an die öffentliche Stigmatisierung des brasilianischen Torhüters nach dem Maracanaço, „der neue Barbosa Brasiliens“ zu werden.

## Erfolge
Olympique Lyon

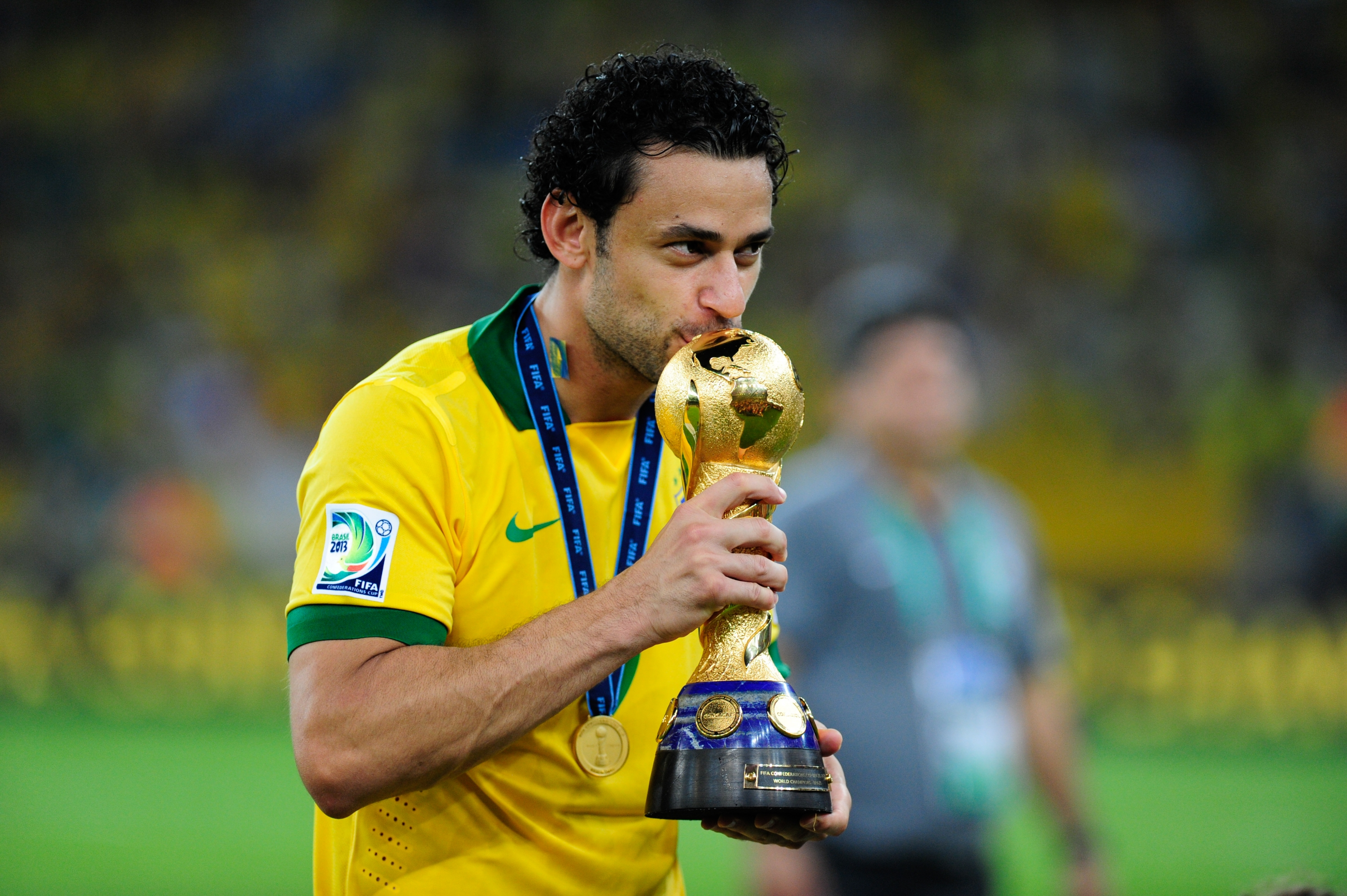
Fred nach dem Gewinn des Confed Cups 2013

- Französischer Meister: 2006, 2007, 2008
- Französischer Pokalsieger: 2008

Fluminense
- Brasilianischer Meister: 2010, 2012
- Staatsmeisterschaft von Rio de Janeiro: 2012, 2022
- Primeira Liga do Brasil: 2016
- Taça Rio: 2020
- Taça Guanabara: 2022

Atlético Mineiro
- Staatsmeisterschaft von Minas Gerais: 2017

Cruzeiro
- Staatsmeisterschaft von Minas Gerais: 2018, 2019
- Copa do Brasil: 2018

Nationalmannschaft
- Copa América: 2007 (ohne Einsatz)
- FIFA-Konföderationen-Pokal: 2013
- Weltmeisterschafts-Vierter: 2014

## Auszeichnungen
- Torschützenkönig:
  - Brasilianische Série A: 2012 (20 Tore), 2014 (18 Tore), 2016 (14 Tore)
  - Staatsmeisterschaft von Minas Gerais: 2005 (15 Tore), 2017 (9 Tore), 2019 (12 Tore)
  - Copa do Brasil: 2005
  - Staatsmeisterschaft von Rio de Janeiro: 2011 (10 Tore)
- Bola de Ouro
  - Mannschaft des Jahres (Bola de Prata): 2011
- Prêmio Craque do Brasileirão
  - Mannschaft des Jahres: 2011, 2012
  - Bester Spieler: 2012
- Staatsmeisterschaft von Minas Gerais
- Auswahlmannschaft: 2019 mit Cruzeiro